# Временная исполнительная власть ООН
Временная исполнительная власть ООН (англ. United Nations Temporary Executive Authority, UNTEA) — Протекторат ООН, существовавший на территории Западной Новой Гвинеи (ЗНГ) в период с 1 октября 1962 года по 1 мая 1963 года в соответствии со статьёй 2 Нью-Йоркского соглашения. Являлся временной администрацией, должной способствовать мирному переходу власти на территории ЗНГ от Нидерландов к Индонезии.

## История
Территориальный спор между Нидерландами и Индонезией за право обладания ЗНГ возник в 1949 году, вскоре после признания Нидерландами независимости Индонезии. Индонезия требовала передать ей ЗНГ, как часть бывшей Голландской Ост-Индии, ссылаясь на принцип территориальной целостности, однако по условиям Гаагской конференции круглого стола вопрос о будущем ЗНГ был отложен. В 1950 году Нидерланды аннексировали ЗНГ, создав на её территории свою колонию Нидерландская Новая Гвинея.
Начиная с 1950-х годов индонезийское руководство во главе с президентом Сукарно начало активно ставить перед международным сообществом вопрос о признании ЗНГ индонезийской территорией. Однако Нидерланды отказывались передать ЗНГ Индонезии, ссылаясь на то, что большинство населения территории составляли папуасы, тогда как Индонезия населена преимущественно австронезийскими народами. В 1961 году конфликт вокруг ЗНГ перешёл в вооружённую фазу: Индонезия забросила на территорию голландской колонии своих парашютистов, угрожая перейти к полномасштабным военным действиям в случае, если Нидерланды не пойдут на уступки. Однако в итоге конфликт удалось разрешить мирным путём: под международным давлением Нидерланды были вынуждены пойти на уступки.
15 августа 1962 года в Нью-Йорке было подписано соглашение между Нидерландами, Индонезией и ООН, предусматривавшее прекращение конфликта и передачу ЗНГ под временное управление ООН на период с 1 октября 1962 года по 1 мая 1963 года с последующей передачей суверенитета над этой территорией Индонезии. По условиям соглашения Индонезия обязалась провести не ранее 1969 года референдум о самоопределении на передаваемой ей территории.
Администрация, сформированная ООН в ЗНГ, получила название Временной исполнительной власти ООН. Также был сформирован миротворческий контингент, известный как Силы безопасности ООН в Западной Новой Гвинее (англ. United Nations Security Force in West New Guinea, UNSF). Исполняющим обязанности администратора стал представитель Гватемалы Хосе Ролз-Беннетт, затем, в качестве постоянного администратора, его сменил иранский дипломат Джалал Абде. В период работы Временной исполнительной власти ООН голландские чиновники местной администрации были постепенно заменены чиновниками индонезийского и туземного происхождения. Была достигнута договорённость о том, что первым губернатором индонезийской ЗНГ станет Э. Дж. Бонай (англ. E.J. Bonay), местный уроженец и член действовавшего при голландском правлении консультативного органа — Совета Новой Гвинеи.
От имени Почтовой администрации ООН в ЗНГ был выпущен ряд почтовых марок — в основном это были почтовые марки Нидерландской Новой Гвинеи с соответствующими надпечатками.
1 мая 1963 года Временная исполнительная власть ООН сложила свои полномочия, передав управление ЗНГ индонезийским властям. На территории ЗНГ была создана индонезийская провинция Ириан-Джая.
Деятельность Временной исполнительной власти ООН стала первым опытом управления принятия ООН административной ответственности за какую-либо территорию. В дальнейшем подобные администрации ООН были созданы в Камбодже (ЮНТАК), Хорватии (ВАООНВС), Косово (МООНК) и Восточном Тиморе (ВАООНВТ).